# Hauserlohhof
Hauserlohhof ist ein Gemeindeteil von Dieterskirchen im Oberpfälzer Landkreis Schwandorf (Bayern).

## Geographische Lage
Hauserlohhof liegt ungefähr zwei Kilometer nördlich von Dieterskirchen, etwa 700 Meter nordwestlich der Staatsstraße 2398, am Südrand des Ameisenholzes und am Südhang des 633 Meter hohen Geberberges.

## Geschichte
Zum Stichtag 23. März 1913 (Osterfest) wurde Hauserlohhof als „Teil der Pfarrei Dieterskirchen mit einem Haus und 10 Einwohnern“ aufgeführt.
Hauserlohhof wurde 1964 als „Ortsteil der Gemeinde Dieterskirchen“ verzeichnet.
Am 31. Dezember 1990 hatte Hauserlohhof 6 Einwohner und gehörte zur Pfarrei Dieterskirchen.